# René Serge Larouche
Pour les articles homonymes, voir Larouche.
René Serge Larouche est un homme politique canadien. Il était le député libéral d'Anjou de 1988 à 1991. Il est décédé le 14 octobre 2023.